# Thiết chế
Thiết chế là toàn bộ các quy định chi phối một tổ chức, một đoàn thể; chỉ toàn bộ hệ thống tổ chức và hệ thống giám sát mọi hoạt động xã hội, nhờ đó mà các quan hệ xã hội kết hợp lại với nhau, đảm bảo cho các cộng đồng hoạt động nhịp nhàng.
Về mặt tổ chức, thiết chế được hiểu là “hệ thống tổ chức bộ máy” được thiết lập trên cơ sở thể chế quy định của Hiến pháp, pháp luật để thực hiện một hoạt động nào đó của xã hội; là hệ thống các cơ quan quyền lực, các đại diện cho cộng đồng, đảm bảo những hoạt động đáp ứng những nhu cầu khác nhau của cộng đồng và cá nhân. Ngoài việc giám sát của các hệ thống tổ chức, còn có hệ thống giám sát không theo hình thức có tổ chức, đó là phong tục, tập quán, dư luận, luôn luôn đánh giá và điều chỉnh hành vi của các thành viên trong cộng đồng.

## Nhiệm vụ
Các thiết chế xã hội có nhiệm vụ đáp ứng nhu cầu của cộng đồng và của các thành viên; điều chỉnh hành động của các bộ phận trong cộng đồng, các thành viên; kết hợp hài hoà các bộ phận, đảm bảo sự ổn định của cộng đồng.

## Loại hình
- Thiết chế kinh tế: gồm những thiết chế liên quan đến sản xuất và phân phối của cải, điều chỉnh sự lưu thông tiền tệ, tổ chức và phân công lao động xã hội.
- Thiết chế chính trị: những thiết chế như chính phủ, quốc hội, các đảng phái và các tổ chức chính trị...
- Thiết chế tinh thần: những thiết chế liên quan đến các hoạt động văn hoá, nghệ thuật, giáo dục, khoa học, tôn giáo.
- Thiết chế giao tiếp công cộng: gồm tất cả những khuôn mẫu và phương thức hành vi trong sự giao tiếp công cộng. Các mối quan hệ xã hội giữa người với người đều thông qua các thiết chế.

## Bộ phận hợp thành
- Yếu tố cơ sở vật chất: Bộ phận này thực hiện chức năng hữu hình, là cơ sở, thiết bị vật chất nhằm phục vụ mục đích, là điểm tập trung đại diện cho thiết chế.
- Yếu tố tài chính: là nguồn lực tài chính cho phép duy trì hoạt động của thiết chế.
- Yếu tố nhân lực: thực hiện chức năng vô hình, là những con người sử dụng các thiết bị vật chất và nguồn lực tài chính của thiết chế để thực hiện các hoạt động của thiết chế.

## Bài liên quan
- Thể chế
- Thiết chế xã hội